# Lliga de Campions de la UEFA 2021–22
La UEFA Champions League 2021-2022 va ser la 67a edició (la 30a en el seu format actual) de la Champions League, organitzada per la UEFA. El torneig va començar el 22 de juny de 2021 i va acabar el 28 de maig de 2022.
La final es va jugar a Stade de France de Saint-Denis, França. Originalment, s'havia programat per a jugar-se a l'Allianz Arena de Múnic, Alemanya. No obstant això, a causa de l'ajornament i el desplaçament de la final del 2020, els hostes finals es van canviar un any enrere i, per tant, Saint-Denis va acollir la final del 2022.
Els guanyadors de la UEFA Champions League 2021–22 es van classificar automàticament per a la fase de grups de la UEFA Champions League 2022–23 i també van guanyar el dret de jugar contra els guanyadors de la UEFA Europa League 2021–22 a la Supercopa de la UEFA 2022.
Aquesta temporada és la primera d'ençà del 1998–99 (la darrera temporada en què es va jugar la Copa de la UEFA), on s'organitzen tres grans competicions europees de clubs (UEFA Champions League, UEFA Europa League i la recentment creada UEFA Europa Conference League) UEFA. No es fan canvis en el format de la Champions League, però els equips eliminats de la ronda preliminar i de la primera fase de classificació de la Champions League ara es transfereixen a la Europa Conference League en lloc de la Europa League. El Chelsea FC hi va participar com a vigent campió.
El 24 de juny de 2021, la UEFA va aprovar la proposta d'abolir la regla del valor doble dels gols a l'exterior en totes les competicions de clubs de la UEFA, que s'utilitzava d'ençà del 1965. En conseqüència, si en una eliminatòria de dues partides, dos equips marquen la mateixa quantitat total de gols, el guanyador no es decidiria pel nombre superior de gols fora de casa marcats per un dels equips, sinó sempre per 30 minuts de prolongació, i si els dos equips marquen la mateixa quantitat de gols en la prolongació, el guanyador es decidiria per un llançament de penals.
El Reial Madrid es va proclamar campió d'Europa per catorzena vegada en guanyar al Liverpool (0 - 1) a la final.

## Calendari
El calendari de la competició és el següent. Tots els partits es juguen els dimarts i dimecres, a part de la final de la ronda preliminar, que té lloc el divendres, i la final, que té lloc el dissabte. La tercera ronda de classificació de la segona volta només es juga un dimarts a causa de la Supercopa de la UEFA del 2021 el dimecres següent. Els horaris previstos d'inici a partir de la ronda de play-off són les 18:45 (en lloc de les 18:55 anteriorment) i les 21:00 CEST / CET.
Tots els sorteigs comencen a les 12:00 CEST / CET i es fan a la seu de la UEFA a Nyon, Suïssa, excepte el sorteig de la fase de grups del 26 d'agost de 2021 que se celebrarà a Istanbul, Turquia i començarà a les 18:00 CEST.
Calendari de la UEFA Champions League 2021–22
| Fase             | Ronda                          | Data de Sorteig                                | Anada                                          | Tornada                 |
| ---------------- | ------------------------------ | ---------------------------------------------- | ---------------------------------------------- | ----------------------- |
| Classificació    | Ronda Preliminar               | 8 de juny 2021 (Nyon)                          | 22 de juny 2021 (Semifinals)                   | 25 de juny 2021 (final) |
| Classificació    | Primera Ronda de Classificació | 15 de juny 2021 (Nyon)                         | 6-7 de juliol 2021                             | 13-14 de juliol 2021    |
| Classificació    | Segona Ronda de Classificació  | 16 de juny 2021 (Nyon)                         | 20-21 de juliol 2021                           | 27-28 de juliol 2021    |
| Classificació    | Tercera Ronda de Classificació | 19 de juliol 2021 (Nyon)                       | 3-4 d'agost 2021                               | 10 d'agost 2021         |
| Play-offs        | Play-offs                      | 2 d'agost 2021 (Nyon)                          | 17-18 d'agost 2021                             | 24-25 d'agost 2021      |
| Fase de grups    | Dia del partit 1               | 26 d'agost 2021                                | 14-15 de setembre 2021                         | 14-15 de setembre 2021  |
| Fase de grups    | Dia del partit 2               | 26 d'agost 2021                                | 28-29 de setembre 2021                         | 28-29 de setembre 2021  |
| Fase de grups    | Dia del partit 3               | 26 d'agost 2021                                | 19-20 octubre 2021                             | 19-20 octubre 2021      |
| Fase de grups    | Dia del partit 4               | 26 d'agost 2021                                | 2-3 de novembre 2021                           | 2-3 de novembre 2021    |
| Fase de grups    | Dia del partit 5               | 26 d'agost 2021                                | 23-24 de novembre 2021                         | 23-24 de novembre 2021  |
| Fase de grups    | Dia del partit 6               | 26 d'agost 2021                                | 7-8-9 de desembre 2021                         | 7-8-9 de desembre 2021  |
| Fase de final    |                                |                                                |                                                |                         |
| Vuitens de final | 13 de desembre 2021 (Nyon)     | 15-16 i 22-23 de Febrer 2022                   | 8-9 i 15-16 març 2022                          |                         |
| Quarts de final  | 18 de març 2022 (Nyon)         | 5-6 d'abril 2022                               | 12-13 d'abril 2022                             |                         |
| Semifinals       | 18 de març 2022 (Nyon)         | 26-27 d'abril 2022                             | 3-4 de maig 2022                               |                         |
| Final            | Final                          | 28 de maig 2022 Stade de France de Saint-Denis | 28 de maig 2022 Stade de France de Saint-Denis |                         |

## Ronda Preliminar
Els equips eliminats a la ronda preliminar quedaran empatjats en el camí de Champions de la segona ronda de classificació de la UEFA Europa Conference League.
| Equip 1          | Marcador   | Equip 2               |
| Semifinals       | Semifinals | Semifinals            |
| ---------------- | ---------- | --------------------- |
| Folgore/Falciano | 0 - 2      | Prishtina             |
| Tórshavn         | 0 - 1      | Inter Club d'Escaldes |
| Final            |            |                       |
| Prishtina        | 2-0        | Inter Club d'Escaldes |

## Rondes de Classificació

### Primera ronda de classificació
Els equips eliminats a la primera ronda de classificació s'incorporaran al camí de Champions de la segona ronda de classificació de la UEFA Europa Conference League, a excepció de la baixa entre l'eslovè Bratislava i el Shamrock Rovers, que quedarà empatat a la tercera ronda de classificació de la mateixa competència.
| Equip 1           | Global | Equip 2            | Anada | Tornada      |
| ----------------- | ------ | ------------------ | ----- | ------------ |
| Fola Esch         | 2 - 7  | Lincoln Red Imps   | 2 - 2 | 0 - 5        |
| Slovan Bratislava | 3 - 2  | Shamrock Rovers    | 2 - 0 | 1 - 2        |
| Malmö FF          | 2 - 1  | Riga               | 1 - 0 | 1 - 1        |
| Bodø/Glimt        | 2 - 5  | Legia Varsòvia     | 2 - 3 | 0 - 2        |
| Connah's Quay     | 2 - 3  | Alashkert          | 2 - 2 | 0 - 1 (prò.) |
| HJK               | 7 - 1  | Budućnost          | 3 - 1 | 4 - 0        |
| CRF Cluj          | 4 - 3  | Borac Banja Luka   | 3 - 1 | 1 - 2 (prò.) |
| Shkëndija         | 0 - 6  | NŠ Mura            | 0 - 1 | 0 - 5        |
| Teuta             | 0 - 5  | Sheriff Tiraspol   | 0 - 4 | 0 - 1        |
| Dinamo Tbilisi    | 2 - 4  | Neftçi Peşəkar     | 1 - 2 | 1 - 2        |
| Maccabi Haifa     | 1 - 3  | Kairat             | 1 - 1 | 0 - 2        |
| Ludogorets        | 2 - 0  | Shakhter Soligorsk | 1 - 0 | 1 - 0        |
| Ferencvaros       | 6 - 1  | Pristina           | 3 - 0 | 3 - 1        |
| Zalgiris          | 5 - 2  | Linfield           | 3 - 1 | 2 - 1        |
| Flora Tallinn     | 5 - 0  | Hibernians         | 2 - 0 | 3 - 0        |
| Dinamo Zagabria   | 5 - 2  | Valur              | 3 - 2 | 2 - 0        |

### Segona ronda de classificació
| Equip 1           | Global   | Equip 2          | Anada    | Tornada      |
| Campions          | Campions | Campions         | Campions | Campions     |
| ----------------- | -------- | ---------------- | -------- | ------------ |
| Dinamo Zagreb     | 3 - 0    | Omonia           | 2 - 0    | 1 - 0        |
| Slovan Bratislava | 2 - 3    | Young Boys       | 0 - 0    | 2 - 3        |
| Legia Varsòvia    | 3 - 1    | Flora Tallinn    | 2 - 1    | 1 - 0        |
| Alashkert         | 1 - 4    | Sheriff Tiraspol | 0 - 1    | 1 - 3        |
| Olympiacos        | 2 - 0    | Neftçi Peşəkar   | 1 - 0    | 1 - 0        |
| Kairat            | 2 - 6    | Estrella Roja    | 2 - 1    | 0 - 5        |
| Lincoln Red       | 1 - 4    | CFR Cluj         | 1 - 2    | 0 - 2        |
| Malmö FF          | 4 - 3    | HJK              | 2 - 1    | 2 - 2        |
| Ferencvárosi      | 5 - 1    | Žalgiris         | 2 - 0    | 3 - 1        |
| NŠ Mura           | 1 - 3    | Ludogorets       | 0 - 0    | 1 - 3        |
| Lloc              |          |                  |          |              |
| Rapid Viena       | 2 - 3    | Sparta Praga     | 2 - 1    | 0 - 2        |
| Celtic            | 2 - 3    | Midtjylland      | 1 - 1    | 1 - 2 (prò.) |
| PSV               | 7 - 2    | Galatasaray      | 5 - 1    | 2 - 1        |

### Tercera ronda de classificació
| Equip 1         | Global        | Equip 2          | Anada    | Tornada      |
| Campions        | Campions      | Campions         | Campions | Campions     |
| --------------- | ------------- | ---------------- | -------- | ------------ |
| Dinamo Zagabria | 2 - 1         | Legia Varsavia   | 1 - 1    | 1 - 0        |
| CFR Cluj        | 2 - 4         | Young Boys       | 1 - 1    | 1 - 3        |
| Olympiacos      | 3 - 3 P1 (P1) | Ludogorets       | 1 - 1    | 2 - 2 (prò.) |
| Estrella Roja   | 1 - 2         | Sheriff Tiraspol | 1 - 1    | 0 - 1        |
| Malmö FF        | 4 - 2         | Rangers          | 2 - 1    | 2 - 1        |
| Ferencvaros     | 2 - 1         | Slavia Praga     | 2 - 0    | 0 - 1        |
| Lloc            |               |                  |          |              |
| PSV             | 4 - 0         | Midtjylland      | 3 - 0    | 1 - 0        |
| Spartak Mosca   | 0 - 4         | Benfica          | 0 - 2    | 0 - 2        |
| Genk            | 2 - 4         | Xakhtar          | 1 - 2    | 1 - 2        |
| Sparta Praga    | 1 - 5         | Monaco           | 0 - 2    | 1 - 3        |

### Play-offs
| Equip 1          | Global   | Equip 2         | Anada    | Tornada      |
| Campions         | Campions | Campions        | Campions | Campions     |
| ---------------- | -------- | --------------- | -------- | ------------ |
| Salzburg         | 4 - 2    | Brøndbyernes    | 2 - 1    | 2 - 1        |
| Young Boys       | 6 - 4    | Ferencvárosi    | 3 - 2    | 3 - 2        |
| Malmö FF         | 3 - 2    | Ludogorets      | 2 - 0    | 1 - 2        |
| Sheriff Tiraspol | 3 - 0    | Dinamo Zagabria | 3 - 0    | 0 - 0        |
| Lloc             |          |                 |          |              |
| Monaco           | 2 - 3    | Xakhtar Donetsk | 0 - 1    | 2 - 2 (prò.) |
| Benfica          | 2 - 1    | PSV             | 2 - 1    | 0 - 0        |

## Fase de Grups

### Grup A
| Equip               | Pts | PJ | PG | PE | PP | GF | GC | DG  |
| ------------------- | --- | -- | -- | -- | -- | -- | -- | --- |
| Manchester City     | 12  | 6  | 4  | 0  | 2  | 18 | 10 | +8  |
| Paris Saint-Germain | 11  | 6  | 3  | 2  | 1  | 13 | 8  | +5  |
| Leipzig             | 7   | 6  | 2  | 1  | 3  | 15 | 14 | +1  |
| Club Brugge         | 4   | 6  | 1  | 1  | 4  | 5  | 20 | -15 |

| Equip 1             | Marcador | Equip 2             |
| 1ª dia              | 1ª dia   | 1ª dia              |
| ------------------- | -------- | ------------------- |
| Manchester City     | 6 - 3    | Leipzig             |
| Club Brugge         | 1 - 1    | Paris Saint-Germain |
| 2ª dia              |          |                     |
| Leipzig             | 1 - 2    | Club Brugge         |
| Paris Saint-Germain | 2 - 0    | Manchester City     |
| 3ª dia              |          |                     |
| Club Brugge         | 1 - 5    | Manchester City     |
| Paris Saint-Germain | 3 - 2    | Leipzig             |
| 4ª dia              |          |                     |
| Leipzig             | 2 - 2    | Paris Saint-Germain |
| Manchester City     | 4 - 1    | Club Brugge         |
| 5ª dia              |          |                     |
| Manchester City     | 2 - 1    | Paris Saint-Germain |
| Club Brugge         | 0 - 5    | Leipzig             |
| 6ª dia              |          |                     |
| Leipzig             | 2 - 1    | Manchester City     |
| Paris Saint-Germain | 4 - 1    | Club Brugge         |

### Grup B
| Equip          | Pts | PJ | PG | PE | PP | GF | GC | DG  |
| -------------- | --- | -- | -- | -- | -- | -- | -- | --- |
| Liverpool      | 18  | 6  | 6  | 0  | 0  | 17 | 6  | +11 |
| Atlètic Madrid | 7   | 6  | 2  | 1  | 3  | 7  | 8  | -1  |
| Porto          | 5   | 6  | 1  | 2  | 3  | 4  | 11 | -7  |
| Milà           | 4   | 6  | 1  | 1  | 4  | 6  | 9  | -3  |

| Equip 1        | Marcador | Equip 2        |
| 1ª dia         | 1ª dia   | 1ª dia         |
| -------------- | -------- | -------------- |
| Liverpool      | 3 - 2    | Milà           |
| Atlètic Madrid | 0 - 0    | Porto          |
| 2ª dia         |          |                |
| Milà           | 1 - 2    | Atlètic Madrid |
| Porto          | 1 - 5    | Liverpool      |
| 3ª dia         |          |                |
| Atlètic Madrid | 2 - 3    | Liverpool      |
| Porto          | 1 - 0    | Milà           |
| 4ª dia         |          |                |
| Milà           | 1 - 1    | Porto          |
| Liverpool      | 2 - 0    | Atlètic Madrid |
| 5ª dia         |          |                |
| Liverpool      | 2 - 0    | Porto          |
| Atlètic Madrid | 0 - 1    | Milà           |
| 6ª dia         |          |                |
| Porto          | 1 - 3    | Atlètic Madrid |
| Milà           | 1 - 2    | Liverpool      |

### Grup C
| Equip             | Pts | PJ | PG | PE | PP | GF | GC | DG  |
| ----------------- | --- | -- | -- | -- | -- | -- | -- | --- |
| Ajax              | 18  | 6  | 6  | 0  | 0  | 20 | 5  | +15 |
| Sporting Lisbona  | 9   | 6  | 3  | 0  | 3  | 14 | 12 | +2  |
| Borussia Dortmund | 9   | 6  | 3  | 0  | 3  | 10 | 11 | -1  |
| Besiktas          | 0   | 6  | 0  | 0  | 6  | 3  | 19 | -16 |

| Equip 1           | Marcador | Equip 2           |
| 1ª dia            | 1ª dia   | 1ª dia            |
| ----------------- | -------- | ----------------- |
| Besiktas          | 1 - 2    | Borussia Dortmund |
| Sporting Lisbona  | 1 - 5    | Ajax              |
| 2ª dia            |          |                   |
| Ajax              | 2 - 0    | Besiktas          |
| Borussia Dortmund | 1 - 0    | Sporting Lisbona  |
| 3ª dia            |          |                   |
| Besiktas          | 1 - 4    | Sporting Lisbona  |
| Ajax              | 4 - 0    | Borussia Dortmund |
| 4ª dia            |          |                   |
| Borussia Dortmund | 1 - 3    | Ajax              |
| Sporting Lisbona  | 4 - 0    | Besiktas          |
| 5ª dia            |          |                   |
| Besiktas          | 1 - 2    | Ajax              |
| Sporting Lisbona  | 3 - 1    | Borussia Dortmund |
| 6ª dia            |          |                   |
| Ajax              | 4 - 2    | Sporting Lisbona  |
| Borussia Dortmund | 5 - 0    | Besiktas          |

### Grup D
| Equip            | Pts | PJ | PG | PE | PP | GF | GC | DG  |
| ---------------- | --- | -- | -- | -- | -- | -- | -- | --- |
| Reial Madrid     | 15  | 6  | 5  | 0  | 1  | 14 | 3  | +11 |
| Inter            | 10  | 6  | 3  | 1  | 2  | 8  | 5  | +3  |
| Sheriff Tiraspol | 7   | 6  | 2  | 1  | 3  | 7  | 11 | -4  |
| Xakhtar          | 2   | 6  | 0  | 2  | 4  | 2  | 12 | -10 |

| Equip 1          | Marcador | Equip 2          |
| 1ª dia           | 1ª dia   | 1ª dia           |
| ---------------- | -------- | ---------------- |
| Sheriff Tiraspol | 2 - 0    | Xakhtar          |
| Inter            | 0 - 1    | Reial Madrid     |
| 2ª dia           |          |                  |
| Xakhtar          | 0 - 0    | Inter            |
| Reial Madrid     | 1 - 2    | Sheriff Tiraspol |
| 3ª dia           |          |                  |
| Xakhtar          | 0 - 5    | Reial Madrid     |
| Inter            | 3 - 1    | Sheriff Tiraspol |
| 4ª dia           |          |                  |
| Reial Madrid     | 2 - 1    | Xakhtar          |
| Sheriff Tiraspol | 1 - 3    | Inter            |
| 5ª dia           |          |                  |
| Inter            | 2 - 0    | Xakhtar          |
| Sheriff Tiraspol | 0 - 3    | Reial Madrid     |
| 6ª dia           |          |                  |
| Xakhtar          | 1 - 1    | Sheriff Tiraspol |
| Reial Madrid     | 2 - 0    | Inter            |

### Grup E
| Equip           | Pts | PJ | PG | PE | PP | GF | GC | DG  |
| --------------- | --- | -- | -- | -- | -- | -- | -- | --- |
| Bayern de Múnic | 18  | 6  | 6  | 0  | 0  | 22 | 3  | +19 |
| Benfica         | 8   | 6  | 2  | 2  | 2  | 7  | 9  | -2  |
| FC Barcelona    | 7   | 6  | 2  | 1  | 3  | 2  | 9  | -7  |
| Dinamo Kíev     | 1   | 6  | 0  | 1  | 5  | 1  | 10 | -9  |

| Equip 1         | Marcador | Equip 2         |
| 1ª dia          | 1ª dia   | 1ª dia          |
| --------------- | -------- | --------------- |
| FC Barcelona    | 0 - 3    | Bayern de Múnic |
| Dinamo Kíev     | 0 - 0    | Benfica         |
| 2ª dia          |          |                 |
| Benfica         | 3 - 0    | FC Barcelona    |
| Bayern de Múnic | 5 - 0    | Dinamo Kíev     |
| 3ª dia          |          |                 |
| FC Barcelona    | 1 - 0    | Dinamo Kíev     |
| Benfica         | 0 - 4    | Bayern de Múnic |
| 4ª dia          |          |                 |
| Bayern de Múnic | 5 - 2    | Benfica         |
| Dinamo Kíev     | 0 - 1    | FC Barcelona    |
| 5ª dia          |          |                 |
| Dinamo Kíev     | 1 - 2    | Bayern de Múnic |
| FC Barcelona    | 0 - 0    | Benfica         |
| 6ª dia          |          |                 |
| Bayern de Múnic | 3 - 0    | FC Barcelona    |
| Benfica         | 2 - 0    | Dinamo Kíev     |

### Grup F
| Equip                | Pts | PJ | PG | PE | PP | GF | GC | DG |
| -------------------- | --- | -- | -- | -- | -- | -- | -- | -- |
| Manchester United FC | 11  | 6  | 3  | 2  | 1  | 11 | 8  | +3 |
| Vila-real CF         | 10  | 6  | 3  | 1  | 2  | 12 | 9  | +3 |
| Atalanta             | 6   | 6  | 1  | 3  | 2  | 12 | 13 | -1 |
| Young Boys           | 5   | 6  | 1  | 2  | 3  | 7  | 12 | -5 |

| Equip 1              | Marcador | Equip 2              |
| 1ª dia               | 1ª dia   | 1ª dia               |
| -------------------- | -------- | -------------------- |
| Young Boys           | 2 - 1    | Manchester United FC |
| Vila-real CF         | 2 - 2    | Atalanta             |
| 2ª dia               |          |                      |
| Atalanta             | 1 - 0    | Young Boys           |
| Manchester United FC | 2 - 1    | Vila-real CF         |
| 3ª dia               |          |                      |
| Manchester United FC | 3 - 2    | Atalanta             |
| Young Boys           | 1 - 4    | Vila-real CF         |
| 4ª dia               |          |                      |
| Atalanta             | 2 - 2    | Manchester United FC |
| Vila-real CF         | 2 - 0    | Young Boys           |
| 5ª dia               |          |                      |
| Vila-real CF         | 0 - 2    | Manchester United FC |
| Young Boys           | 3 - 3    | Atalanta             |
| 6ª dia               |          |                      |
| Manchester United FC | 1 - 1    | Young Boys           |
| Atalanta             | 2 - 3    | Vila-real CF         |

### Grup G
| Equip     | Pts | PJ | PG | PE | PP | GF | GC | DG |
| --------- | --- | -- | -- | -- | -- | -- | -- | -- |
| Lille     | 11  | 6  | 3  | 2  | 1  | 7  | 4  | +3 |
| Salzburg  | 10  | 6  | 3  | 1  | 2  | 8  | 6  | +2 |
| Sevilla   | 6   | 6  | 1  | 3  | 2  | 5  | 5  | 0  |
| Wolfsburg | 5   | 6  | 1  | 2  | 3  | 5  | 10 | -5 |

| Equip 1   | Marcador | Equip 2   |
| 1ª dia    | 1ª dia   | 1ª dia    |
| --------- | -------- | --------- |
| Sevilla   | 1 - 1    | Salzburg  |
| Lille     | 0 - 0    | Wolfsburg |
| 2ª dia    |          |           |
| Salzburg  | 2 - 1    | Lille     |
| Wolfsburg | 1 - 1    | Sevilla   |
| 3ª dia    |          |           |
| Lille     | 0 - 0    | Sevilla   |
| Salzburg  | 3 - 1    | Wolfsburg |
| 4ª dia    |          |           |
| Sevilla   | 1 - 2    | Lille     |
| Wolfsburg | 2 - 1    | Salzburg  |
| 5ª dia    |          |           |
| Sevilla   | 2 - 0    | Wolfsburg |
| Lille     | 1 - 0    | Salzburg  |
| 6ª dia    |          |           |
| Wolfsburg | 1 - 3    | Lille     |
| Salzburg  | 1 - 0    | Sevilla   |

### Grup H
| Equip                 | Pts | PJ | PG | PE | PP | GF | GC | DG  |
| --------------------- | --- | -- | -- | -- | -- | -- | -- | --- |
| Juventus FC           | 15  | 6  | 5  | 0  | 1  | 10 | 6  | +4  |
| Chelsea FC            | 13  | 6  | 4  | 1  | 1  | 13 | 4  | +9  |
| Zenit Sant Petersburg | 5   | 6  | 1  | 2  | 3  | 10 | 10 | 0   |
| Malmö FF              | 1   | 6  | 0  | 1  | 5  | 1  | 14 | -13 |

| Equip 1               | Marcador | Equip 2               |
| 1ª dia                | 1ª dia   | 1ª dia                |
| --------------------- | -------- | --------------------- |
| Chelsea FC            | 1 - 0    | Zenit Sant Petersburg |
| Malmö FF              | 0 - 3    | Juventus FC           |
| 2ª dia                |          |                       |
| Zenit Sant Petersburg | 4 - 0    | Malmö FF              |
| Juventus FC           | 1 - 0    | Chelsea FC            |
| 3ª dia                |          |                       |
| Zenit Sant Petersburg | 0 - 1    | Juventus FC           |
| Chelsea FC            | 4 - 0    | Malmö FF              |
| 4ª dia                |          |                       |
| Malmö FF              | 0 - 1    | Chelsea FC            |
| Juventus FC           | 4 - 2    | Zenit Sant Petersburg |
| 5ª dia                |          |                       |
| Chelsea FC            | 4 - 0    | Juventus FC           |
| Malmö FF              | 1 - 1    | Zenit Sant Petersburg |
| 6ª dia                |          |                       |
| Zenit Sant Petersburg | 3 - 3    | Chelsea FC            |
| Juventus FC           | 1 - 0    | Malmö FF              |

## Fase final
La fase final de la competició es disputa en eliminatòries a doble partit, llevat la final, jugada a partit únic. A les eliminatòries a doble partit regeix la regla del gol de visitant, que determina que l'equip que hagi marcat més gols com a visitant guanya l'eliminatòria si hi ha empat en la diferència de gols. En cas d'estar l'eliminatòria empatada després dels 180 minuts d'ambdós partits es disputa una pròrroga de 30 minuts, i si aquesta acaba sense gols l'eliminatòria es decidirà en una tanda de penals.
El mecanisme del sorteig de les eliminatòries és aquest:
- Al sorteig de la ronda de vuitens, els vuit guanyadors de cada grup són caps de sèrie, i juguen contra els segons classificats (el partit de tornada es juga al camp del cap de sèrie). Els equips del mateix grup o de la mateixa federació no poden enfrontar-se entre si.
- Al sorteig dels quarts de final en endavant no hi ha caps de sèrie, ni condicionants a l'hora d'establir els enfrontaments.

### Quadre
|  | Vuitens de final     | Vuitens de final | Vuitens de final | Vuitens de final |                 |           | Quarts de final | Quarts de final | Quarts de final | Quarts de final |  |  | Semifinals | Semifinals | Semifinals | Semifinals |  |  | Final | Final | Final | Final |
|  |                      |                  |                  |                  |                 |           |                 |                 |                 |                 |  |  |            |            |            |            |  |  |       |       |       |       |
|  |                      |                  |                  |                  |                 |           |                 |                 |                 |                 |  |  |            |            |            |            |  |  |       |       |       |       |
|  |                      |                  |                  |                  |                 |           |                 |                 |                 |                 |  |  |            |            |            |            |  |  |       |       |       |       |
|  | Benfica              | 2                | 1                | 3                |                 |           |                 |                 |                 |                 |  |  |            |            |            |            |  |  |       |       |       |       |
|  | Benfica              | 2                | 1                | 3                |                 |           |                 |                 |                 |                 |  |  |            |            |            |            |  |  |       |       |       |       |
|  | Ajax                 | 2                | 0                | 2                |                 |           |                 |                 |                 |                 |  |  |            |            |            |            |  |  |       |       |       |       |
|  | Ajax                 | 2                | 0                | 2                | Benfica         | 1         | 3               | 4               |                 |                 |  |  |            |            |            |            |  |  |       |       |       |       |
|  |                      |                  |                  |                  | Benfica         | 1         | 3               | 4               |                 |                 |  |  |            |            |            |            |  |  |       |       |       |       |
|  |                      | Liverpool        | 3                | 3                | 6               |           |                 |                 |                 |                 |  |  |            |            |            |            |  |  |       |       |       |       |
|  | Inter                | Liverpool        | 3                | 3                | 6               | 0         | 1               | 1               |                 |                 |  |  |            |            |            |            |  |  |       |       |       |       |
|  | Inter                |                  |                  |                  |                 | 0         | 1               | 1               |                 |                 |  |  |            |            |            |            |  |  |       |       |       |       |
|  | Liverpool            | 2                | 0                | 2                |                 |           |                 |                 |                 |                 |  |  |            |            |            |            |  |  |       |       |       |       |
|  | Liverpool            | 2                | 0                | 2                | Liverpool       | 2         | 3               | 5               |                 |                 |  |  |            |            |            |            |  |  |       |       |       |       |
|  |                      |                  |                  |                  | Liverpool       | 2         | 3               | 5               |                 |                 |  |  |            |            |            |            |  |  |       |       |       |       |
|  |                      | Vila-real CF     | 0                | 2                | 2               |           |                 |                 |                 |                 |  |  |            |            |            |            |  |  |       |       |       |       |
|  | Vila-real CF         | Vila-real CF     | 0                | 2                | 2               | 1         | 3               | 4               |                 |                 |  |  |            |            |            |            |  |  |       |       |       |       |
|  | Vila-real CF         |                  |                  |                  |                 | 1         | 3               | 4               |                 |                 |  |  |            |            |            |            |  |  |       |       |       |       |
|  | Juventus FC          | 1                | 0                | 1                |                 |           |                 |                 |                 |                 |  |  |            |            |            |            |  |  |       |       |       |       |
|  | Juventus FC          | 1                | 0                | 1                | Vila-real CF    | 1         | 1               | 2               |                 |                 |  |  |            |            |            |            |  |  |       |       |       |       |
|  |                      |                  |                  |                  | Vila-real CF    | 1         | 1               | 2               |                 |                 |  |  |            |            |            |            |  |  |       |       |       |       |
|  |                      | Bayern de Múnic  | 0                | 1                | 1               |           |                 |                 |                 |                 |  |  |            |            |            |            |  |  |       |       |       |       |
|  | Bayern de Múnic      | Bayern de Múnic  | 0                | 1                | 1               | 1         | 7               | 8               |                 |                 |  |  |            |            |            |            |  |  |       |       |       |       |
|  | Bayern de Múnic      |                  |                  |                  |                 | 1         | 7               | 8               |                 |                 |  |  |            |            |            |            |  |  |       |       |       |       |
|  | Salzburg             | 1                | 1                | 2                |                 |           |                 |                 |                 |                 |  |  |            |            |            |            |  |  |       |       |       |       |
|  | Salzburg             | 1                | 1                | 2                | Liverpool       | Liverpool | Liverpool       | 0               |                 |                 |  |  |            |            |            |            |  |  |       |       |       |       |
|  |                      |                  |                  |                  | Liverpool       | Liverpool | Liverpool       | 0               |                 |                 |  |  |            |            |            |            |  |  |       |       |       |       |
|  |                      | Reial Madrid     | Reial Madrid     | Reial Madrid     | 1               |           |                 |                 |                 |                 |  |  |            |            |            |            |  |  |       |       |       |       |
|  | Sporting Lisbona     | Reial Madrid     | Reial Madrid     | Reial Madrid     | 1               | 0         | 0               | 0               |                 |                 |  |  |            |            |            |            |  |  |       |       |       |       |
|  | Sporting Lisbona     |                  |                  |                  |                 | 0         | 0               | 0               |                 |                 |  |  |            |            |            |            |  |  |       |       |       |       |
|  | Manchester City      | 5                | 0                | 5                |                 |           |                 |                 |                 |                 |  |  |            |            |            |            |  |  |       |       |       |       |
|  | Manchester City      | 5                | 0                | 5                | Manchester City | 1         | 0               | 1               |                 |                 |  |  |            |            |            |            |  |  |       |       |       |       |
|  |                      |                  |                  |                  | Manchester City | 1         | 0               | 1               |                 |                 |  |  |            |            |            |            |  |  |       |       |       |       |
|  |                      | Atlètic Madrid   | 0                | 0                | 0               |           |                 |                 |                 |                 |  |  |            |            |            |            |  |  |       |       |       |       |
|  | Atlètic Madrid       | Atlètic Madrid   | 0                | 0                | 0               | 1         | 1               | 2               |                 |                 |  |  |            |            |            |            |  |  |       |       |       |       |
|  | Atlètic Madrid       |                  |                  |                  |                 | 1         | 1               | 2               |                 |                 |  |  |            |            |            |            |  |  |       |       |       |       |
|  | Manchester United FC | 1                | 0                | 1                |                 |           |                 |                 |                 |                 |  |  |            |            |            |            |  |  |       |       |       |       |
|  | Manchester United FC | 1                | 0                | 1                | Manchester City | 4         | 1               | 5               |                 |                 |  |  |            |            |            |            |  |  |       |       |       |       |
|  |                      |                  |                  |                  | Manchester City | 4         | 1               | 5               |                 |                 |  |  |            |            |            |            |  |  |       |       |       |       |
|  |                      | Reial Madrid     | 3                | 3                | 6               |           |                 |                 |                 |                 |  |  |            |            |            |            |  |  |       |       |       |       |
|  | Chelsea FC           | Reial Madrid     | 3                | 3                | 6               | 2         | 2               | 4               |                 |                 |  |  |            |            |            |            |  |  |       |       |       |       |
|  | Chelsea FC           |                  |                  |                  |                 | 2         | 2               | 4               |                 |                 |  |  |            |            |            |            |  |  |       |       |       |       |
|  | Lille                | 0                | 1                | 1                |                 |           |                 |                 |                 |                 |  |  |            |            |            |            |  |  |       |       |       |       |
|  | Lille                | 0                | 1                | 1                | Chelsea FC      | 1         | 3               | 4               |                 |                 |  |  |            |            |            |            |  |  |       |       |       |       |
|  |                      |                  |                  |                  | Chelsea FC      | 1         | 3               | 4               |                 |                 |  |  |            |            |            |            |  |  |       |       |       |       |
|  |                      | Reial Madrid     | 3                | 2                | 5               |           |                 |                 |                 |                 |  |  |            |            |            |            |  |  |       |       |       |       |
|  | Paris Saint-Germain  | Reial Madrid     | 3                | 2                | 5               | 1         | 1               | 2               |                 |                 |  |  |            |            |            |            |  |  |       |       |       |       |
|  | Paris Saint-Germain  |                  |                  |                  |                 | 1         | 1               | 2               |                 |                 |  |  |            |            |            |            |  |  |       |       |       |       |
|  | Reial Madrid         | 0                | 3                | 3                |                 |           |                 |                 |                 |                 |  |  |            |            |            |            |  |  |       |       |       |       |
|  | Reial Madrid         | 0                | 3                | 3                |                 |           |                 |                 |                 |                 |  |  |            |            |            |            |  |  |       |       |       |       |

### Equips classificats
| Grup | Campions de grup     | Segons classificats |
| ---- | -------------------- | ------------------- |
| A    | Manchester City      | Paris Saint-Germain |
| B    | Liverpool            | Atlètic Madrid      |
| C    | Ajax                 | Sporting Lisbona    |
| D    | Reial Madrid         | Inter               |
| E    | Bayern de Múnic      | Benfica             |
| F    | Manchester United FC | Vila-real CF        |
| G    | Lille                | Salzburg            |
| H    | Juventus FC          | Chelsea FC          |

### Vuitens de final
| Equip 1             | Global | Equip 2              | Anada | Tornada |
| ------------------- | ------ | -------------------- | ----- | ------- |
| Salzburg            | 2 - 8  | Bayern de Múnic      | 1 - 1 | 1 - 7   |
| Sporting Lisboa     | 0 - 5  | Manchester City      | 0 - 5 | 0 - 0   |
| Benfica             | 3 - 2  | Ajax                 | 2 - 2 | 1 - 0   |
| Chelsea FC          | 4 - 1  | Lille                | 2 - 0 | 2 - 1   |
| Atlètic Madrid      | 2 - 1  | Manchester United FC | 1 - 1 | 1 - 0   |
| Vila-real CF        | 4 - 1  | Juventus FC          | 1 - 1 | 3 - 0   |
| Inter               | 1 - 2  | Liverpool            | 0 - 2 | 1 - 0   |
| Paris Saint-Germain | 2 - 3  | Reial Madrid         | 1 - 0 | 3 - 1   |

#### Partits
| Salzburg  | 1–1     | Bayern de Múnic |
| --------- | ------- | --------------- |
| Adamu 21' | Informe | 90' Coman       |

| Bayern de Múnic                                                               | 7–1     | Salzburg      |
| ----------------------------------------------------------------------------- | ------- | ------------- |
| Lewandowski 12' (p.), 21' (p.), 23' · Gnabry 31' · Müller 54', 83' · Sané 85' | Informe | 70' Kjærgaard |

| Sporting Lisboa | 0–5     | Manchester City                                       |
| --------------- | ------- | ----------------------------------------------------- |
|                 | Informe | 7' Mahrez · 17', 44' Silva · 32' Foden · 58' Sterling |

| Manchester City | 0–0     | Sporting Lisboa |
| --------------- | ------- | --------------- |
|                 | Informe |                 |

| Benfica                           | 2–2     | Ajax                   |
| --------------------------------- | ------- | ---------------------- |
| Haller 26' (p.p.) · Yaremchuk 72' | Informe | 18' Tadić · 29' Haller |

| Ajax | 0–1     | Benfica   |
| ---- | ------- | --------- |
|      | Informe | 77' Núñez |

| Chelsea FC               | 2–0     | Lille |
| ------------------------ | ------- | ----- |
| Havertz 8' · Pulisic 63' | Informe |       |

| Lille           | 1–2     | Chelsea FC                      |
| --------------- | ------- | ------------------------------- |
| Yılmaz 38' (p.) | Informe | 45+3' Pulisic · 71' Azpilicueta |

| Atlètic Madrid | 1–1     | Manchester United FC |
| -------------- | ------- | -------------------- |
| Félix 7'       | Informe | 80' Elanga           |

| Manchester United FC | 0–1     | Atlètic Madrid |
| -------------------- | ------- | -------------- |
|                      | Informe | 41' Lodi       |

| Vila-real CF | 1–1     | Juventus FC |
| ------------ | ------- | ----------- |
| Parejo 66'   | Informe | 1' Vlahović |

| Juventus FC | 0–3     | Vila-real CF                                      |
| ----------- | ------- | ------------------------------------------------- |
|             | Informe | 78' (p.) Moreno · 85' Torres · 90+2' (p.) Danjuma |

| Inter | 0–2     | Liverpool               |
| ----- | ------- | ----------------------- |
|       | Informe | 75' Firmino · 83' Salah |

| Liverpool | 0–1     | Inter        |
| --------- | ------- | ------------ |
|           | Informe | 62' Martínez |

| Paris Saint-Germain | 1–0     | Reial Madrid |
| ------------------- | ------- | ------------ |
| Mbappé 90+4'        | Informe |              |

| Reial Madrid          | 3–1     | Paris Saint-Germain |
| --------------------- | ------- | ------------------- |
| Benzema 61', 76', 78' | Informe | 39' Mbappé          |

### Quarts de final
| Equip 1         | Global | Equip 2         | Anada | Tornada |
| --------------- | ------ | --------------- | ----- | ------- |
| Chelsea FC      | 4 - 5  | Reial Madrid    | 1 - 3 | 3 - 2   |
| Manchester City | 1 - 0  | Atlètic Madrid  | 1 - 0 | 0 - 0   |
| Vila-real CF    | 2 - 1  | Bayern de Múnic | 1 - 0 | 1 - 1   |
| Benfica         | 4 - 6  | Liverpool       | 1 - 3 | 3 - 3   |

#### Partits
| Chelsea FC  | 1–3     | Reial Madrid          |
| ----------- | ------- | --------------------- |
| Havertz 40' | Informe | 21', 24', 46' Benzema |

| Reial Madrid              | 2–3     | Chelsea FC                           |
| ------------------------- | ------- | ------------------------------------ |
| Rodrygo 80' · Benzema 96' | Informe | 15' Mount · 51' Rüdiger · 75' Werner |

| Manchester City | 1–0     | Atlètic Madrid |
| --------------- | ------- | -------------- |
| De Bruyne 70'   | Informe |                |

| Atlètic Madrid | 0–0     | Manchester City |
| -------------- | ------- | --------------- |
|                | Informe |                 |

| Vila-real CF | 1–0     | Bayern de Múnic |
| ------------ | ------- | --------------- |
| Danjuma 8'   | Informe |                 |

| Bayern de Múnic | 1–1     | Vila-real CF  |
| --------------- | ------- | ------------- |
| Lewandowski 52' | Informe | 88' Chukwueze |

| Benfica   | 1–3     | Liverpool                        |
| --------- | ------- | -------------------------------- |
| Núñez 49' | Informe | 17' Konaté · 34' Mané · 87' Díaz |

| Liverpool                     | 3–3     | Benfica                                 |
| ----------------------------- | ------- | --------------------------------------- |
| Konaté 21' · Firmino 55', 65' | Informe | 32' G. Ramos · 73' Jaremčuk · 82' Núñez |

 Lisboa, Estádio da Luz

### Semifinals
| Equip 1         | Global | Equip 2      | Anada | Tornada |
| --------------- | ------ | ------------ | ----- | ------- |
| Manchester City | 5 - 6  | Reial Madrid | 4 - 3 | 1 - 3   |
| Liverpool       | 5 - 2  | Vila-real CF | 2 - 0 | 3 - 2   |

#### Partits
| Manchester City                                                        | 4-3     | Reial Madrid                         |
| ---------------------------------------------------------------------- | ------- | ------------------------------------ |
| De Bruyne 2' · Gabriel Jesus 11' · Phil Foden 53' · Bernardo Silva 74' | Informe | 33', 82' (p.) Benzema · 55' Vinícius |

| Reial Madrid                        | 3–1     | Manchester City |
| ----------------------------------- | ------- | --------------- |
| Rodrygo 90', 91' · Benzema 95' (p.) | Informe | 73' Mahrez      |

| Liverpool                       | 2–0     | Vila-real CF |
| ------------------------------- | ------- | ------------ |
| Estupiñán 53' (p.p.) · Mané 55' | Informe |              |

| Vila-real CF          | 2–3     | Liverpool                         |
| --------------------- | ------- | --------------------------------- |
| Dia 3' · Coquelin 41' | Informe | 62' Fabinho · 67' Díaz · 74' Mané |

### Final
| Liverpool | 0 - 1   | Reial Madrid        |
| --------- | ------- | ------------------- |
|           | Informe | 59' Vinícius Júnior |

## Classificació de golejadors
| Jugador            | Gols | Equip                |
| ------------------ | ---- | -------------------- |
| Karim Benzema      | 15   | Reial Madrid         |
| Robert Lewandowski | 13   | Bayern de Múnic      |
| Sébastien Haller   | 11   | Ajax                 |
| Mohamed Salah      | 8    | Liverpool            |
| Christopher Nkunku | 7    | Leipzig              |
| Riyad Mahrez       | 7    | Manchester City      |
| Arnaut Danjuma     | 6    | Vila-real CF         |
| Kylian Mbappé      | 6    | Paris Saint-Germain  |
| Cristiano Ronaldo  | 6    | Manchester United FC |
| Leroy Sané         | 6    | Bayern de Múnic      |
| Darwin Núñez       | 6    | Benfica              |